# Бранд (Форарльберг)
Бранд (нім. Brand) — містечко й громада округу Блуденц в землі Форарльберг, Австрія. Бранд лежить на висоті 1036 м над рівнем моря і займає площу 40,19 км². Громада налічує 666 мешканців. Густота населення 17/км².  
Округ Блуденц лежить на півдні Форальбергу і межує зі Швейцарією. Місцеве населення, як і мешканці всього Форальбергу, розмовляє алеманським діалектом німецької мови, а тому ближче до швейцарців, ніж до населення більшої частини Австрії, яке розмовляє баварсько-австрійським діалектом. Округ, основною індустрією якого є туризм, має розвинуту мережу сполучення, численні гірськолижні траси й спортивні курорти з готелями та іншою інфраструктурою.    
Бранд лежить у долині Бранднерталь біля підніжжя Ретікону. Через нього протікає невеличка річка Альвір. 
|                                |
| Бранд на мапі округу та землі. |

Адреса управління громади: Brand 230, 6708 Brand (Vorarlberg). 

## Демографія
Історична динаміка населення міста за даними сайту Statistik Austria